# Rugby Americas North Championship 2025
La Rugby Americas North Championship de 2025 fue la decimocuarta edición del torneo que organizó la Confederación Norteamericana.

## Equipos participantes
- Selección de rugby de Barbados
- Selección de rugby de Jamaica
- Selección de rugby de México
- Selección de rugby de Trinidad y Tobago

## Modo de disputa
Los equipos que obtuvieron el boleto para participar en el torneo fueron los ganadores de cada grupo en el Rugby Americas North Championship 2024.
El torneo se disputa en formato de eliminación directa, consistente en partidos de semifinal y final.

## Resultados

### Semifinales
| 3 de mayo de 2025 | México | 37 - 24 | Jamaica | Estadio de Prácticas Roberto Méndez, Ciudad de México |  |

| 31 de mayo de 2025 | Trinidad y Tobago | 29 - 28 | Barbados | Manny Ramjohn Stadium, San Fernando |  |

### Final
| 21 de junio de 2025 | México | 45 - 14 | Trinidad y Tobago | Estadio de Prácticas Roberto Méndez, Ciudad de México |  |

| Bandera de México |
| Campeón México    |
| Segundo título    |